# ممارسات التوزيع الجيدة
تتناول ممارسات التوزيع الجيدة (GDP) إرشادات التوزيع الصحيح للمنتجات الطبية للاستخدام الآدمي. وممارسات التوزيع الجيدة هي نظام لضمان الجودة يشتمل على متطلبات شراء الأدوية المخصصة للاستخدام الآدمي وتسلمها وتخزينها وتصديرها.
وتنظم ممارسات التوزيع الجيدة تقسيم المنتجات الصيدلية وحركتها من مقر الشركة المصنعة للمنتجات الدوائية، أو أية نقطة مركزية أخرى، إلى المستخدم النهائي لها، أو إلى نقطة وسيطة عبر وسائل النقل المختلفة، أو طرق التخزين المتنوعة أو المؤسسات الصحية.

## التشريع
- في أوروبا تعتمد ممارسات التوزيع الجيدة على توجيهات مجلس المجموعة الأوروبية 92/25/EEC بخصوص توزيع الأدوية المخصصة للاستخدام الآدمي بالجملة.
- في الولايات المتحدة تعتمد ممارسات التوزيع الجيدة على مدونة اللوائح الفيدرالية 21 CFR 210/211، وUSP 1079.

## وصلات خارجية
- WHO: Good Distribution Practices (GDP)for Pharmaceutical Products
- Demo applet of an evolutionary algorithm for optimizing goods distribution problems (VRPTW and TSP)
- Guidelines on Good Distribution Practice of Medicinal Products for Human Use (94/C 63/03)
- Counterfeit Drugs (FDA)
- Radiofrequency Identification Feasibility Studies and Pilot Programs for Drugs (FDA)